# 橋元正明

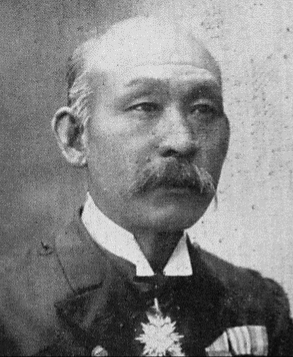
橋元正明

橋元 正明（はしもと まさあきら/まさあき、1854年1月27日（嘉永6年12月29日） -  1929年（昭和4年）3月31日）は、日本の海軍軍人、華族。最終階級は海軍中将従二位勲二等功三級。爵位は男爵。「橋本正明」と表記する場合がある。

## 経歴
鹿児島県出身。橋元喜左衛門の息子として生まれる。明治4年（1871年）9月、海軍兵学寮に入学し、1878年（明治11年）7月、海軍兵学校（4期）を卒業。1879年（明治12年）9月、海軍少尉任官。1884年（明治17年）12月、「金剛」分隊長となり、海軍省軍務局将校課課僚、第1局第1課次長、「厳島」回航事務取扱（フランス出張）を経て、1890年（明治23年）10月、海軍少佐に昇進。
1891年（明治24年）4月、「厳島」副長に就任。1893年（明治26年）12月、「摩耶」艦長に発令され日清戦争に出征。「赤城」艦長を経て、1895年（明治28年）12月、海軍大佐に進級し「須磨」艤装委員となる。1896年（明治29年）4月、台湾総督府軍務局海軍部第1課長に発令され、「八重山」「浪速」の各艦長、佐世保鎮守府参謀長、「鎮遠」艦長、大臣官房人事課長、人事局長心得、「朝日」艦長などを経て、1902年（明治35年）5月、海軍少将に進級し舞鶴鎮守府艦政部長兼舞鶴港務部長兼舞鶴予備艦部長に就任した。
1903年（明治36年）11月、舞鶴工廠長となり、同年12月、人事局長兼海軍将官会議議員に異動し日露戦争を迎えた。兼大本営海軍人事部長を経て、1905年（明治38年）11月、海軍中将となり将官会議議員兼大本営付兼大本営海軍人事部長事務取扱となった。同年12月、馬公要港部司令官に就任。翌年12月、旅順鎮守府司令長官に栄転した。1907年（明治40年）9月21日、その功績により男爵の爵位を授爵し華族となった。1908年（明治41年）8月に待命となり、翌年8月、予備役に編入された。1914年（大正3年）3月1日に後備役となり、1918年12月29日に退役した。

## 栄典
位階
- 1885年（明治18年）9月16日 - 正七位[3]
- 1891年（明治24年）12月16日 - 従六位[4]
- 1896年（明治29年）2月10日 - 正六位[5]
- 1898年（明治31年）3月8日 - 従五位[6]
- 1902年（明治35年）10月20日 - 正五位[7]
- 1905年（明治38年）11月30日 - 従四位[8]
- 1907年（明治40年）12月27日 - 正四位[9]
- 1909年（明治42年）9月20日 - 従三位[10]
- 1919年（大正8年）9月30日 - 正三位[11]
- 1929年（昭和4年）3月31日 - 従二位[12]

勲章等
- 1889年（明治22年）5月13日 - 勲六等瑞宝章[13]
- 1894年（明治27年）11月24日 - 勲五等瑞宝章[14]
- 1895年（明治28年）
  - 9月27日 - 双光旭日章・功四級金鵄勲章[15]
  - 11月18日 - 明治二十七八年従軍記章[16]
- 1898年（明治31年）11月24日 - 勲四等瑞宝章[17]
- 1901年（明治34年）12月27日 - 勲三等旭日中綬章[18]
- 1902年（明治35年）5月10日 - 明治三十三年従軍記章[19]
- 1906年（明治39年）4月1日 - 勲二等旭日重光章・功三級金鵄勲章・明治三十七八年従軍記章[20]
- 1907年（明治40年）9月21日 - 男爵[21]
- 1915年（大正4年）11月10日 - 大礼記念章（大正）[22]

## 親族
- 二男 橋元正輝（貴族院男爵議員）[23]
- 長女 房子（木間瀬策三夫人）[23]